# Tierceron
Un tierceron est une nervure d'une voûte sur croisée d'ogives dont les parties supérieures des voûtains sont subdivisées en deux segments symétriques par des liernes, sans que ces dernières continuent jusqu'aux arcs formerets et arcs-doubleaux. Dans ce cas, elles s'arrêtent avant, généralement devant un médaillon ou une clé de voûte secondaire, et sont reliées aux angles de la voûte (proche des piles) par des tiercerons. Ces derniers créent ainsi un troisième segment sur la partie inférieure du voûtain : celui-ci devient tripartite, d'où le nom. Les tiercerons ne peuvent donc exister qu'en union avec les liernes, alors que ces dernières n'ont pas besoin de tiercerons. Une voûte habituelle quadripartite compte huit tiercerons.

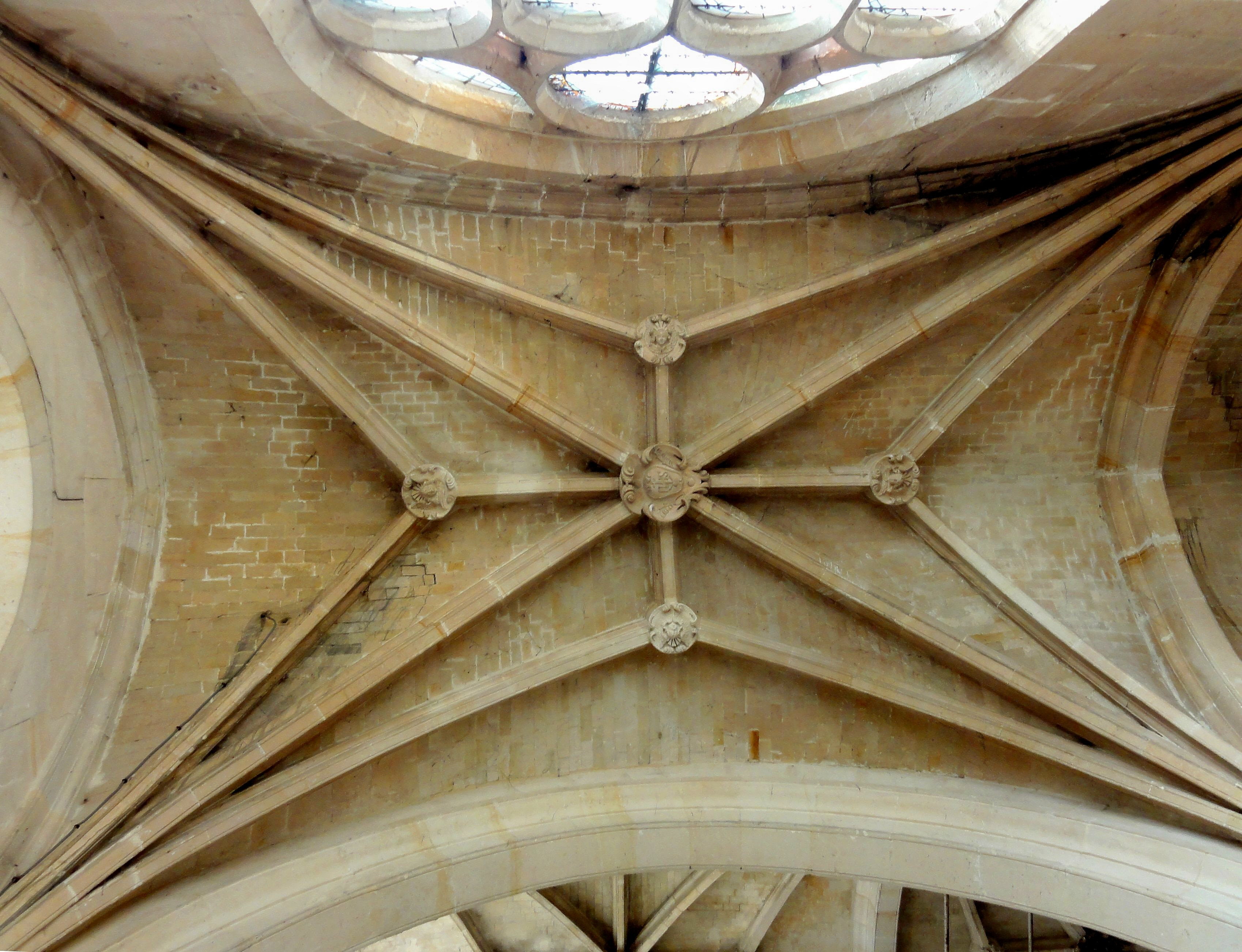
Forme la plus simple d'une voûte à liernes et tiercerons : les huit tiercerons s'étendent des quatre médaillons aux quatre extrémités de la voûte.
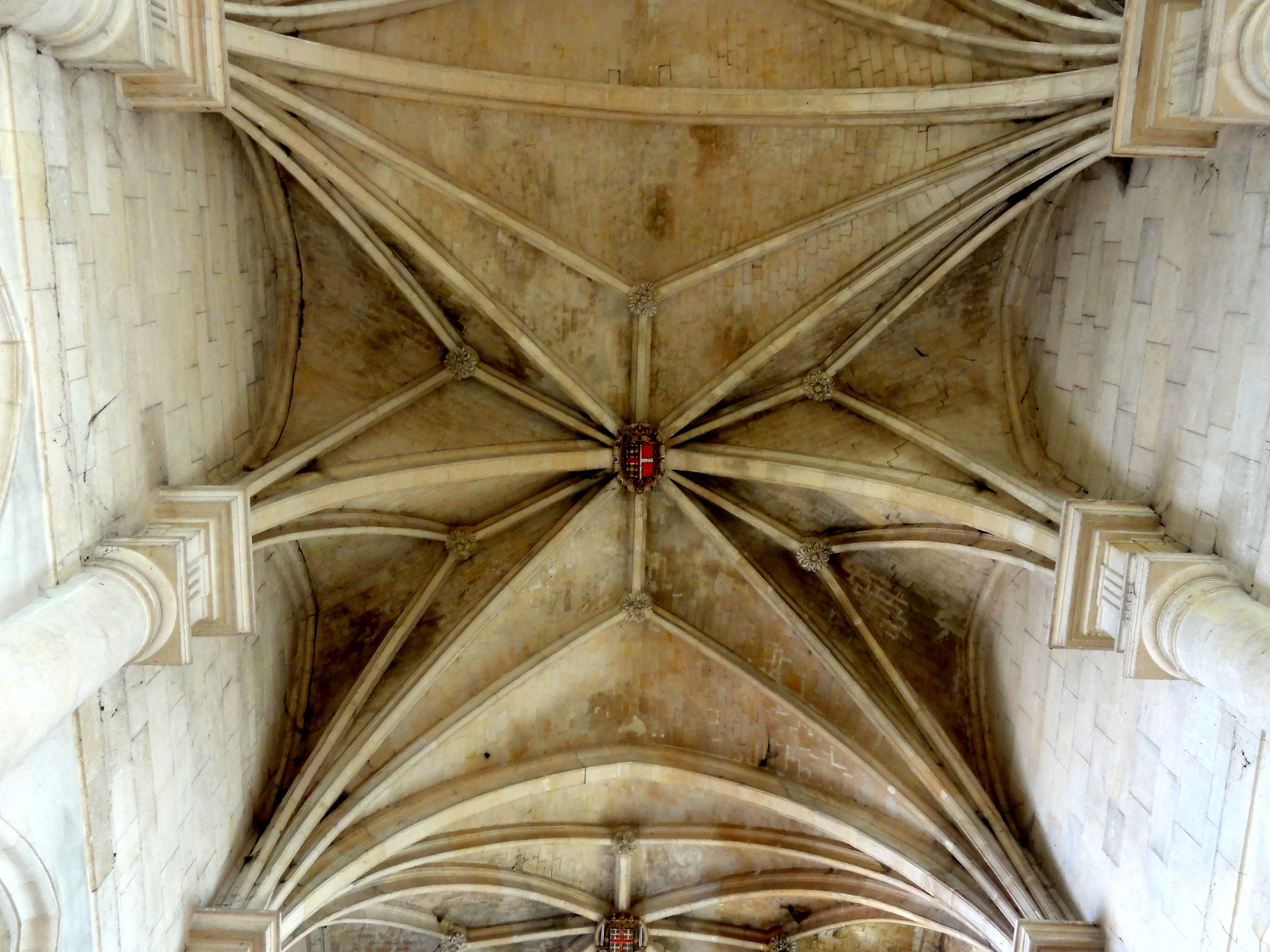
Voûte sexpartite à liernes et tiercerons.
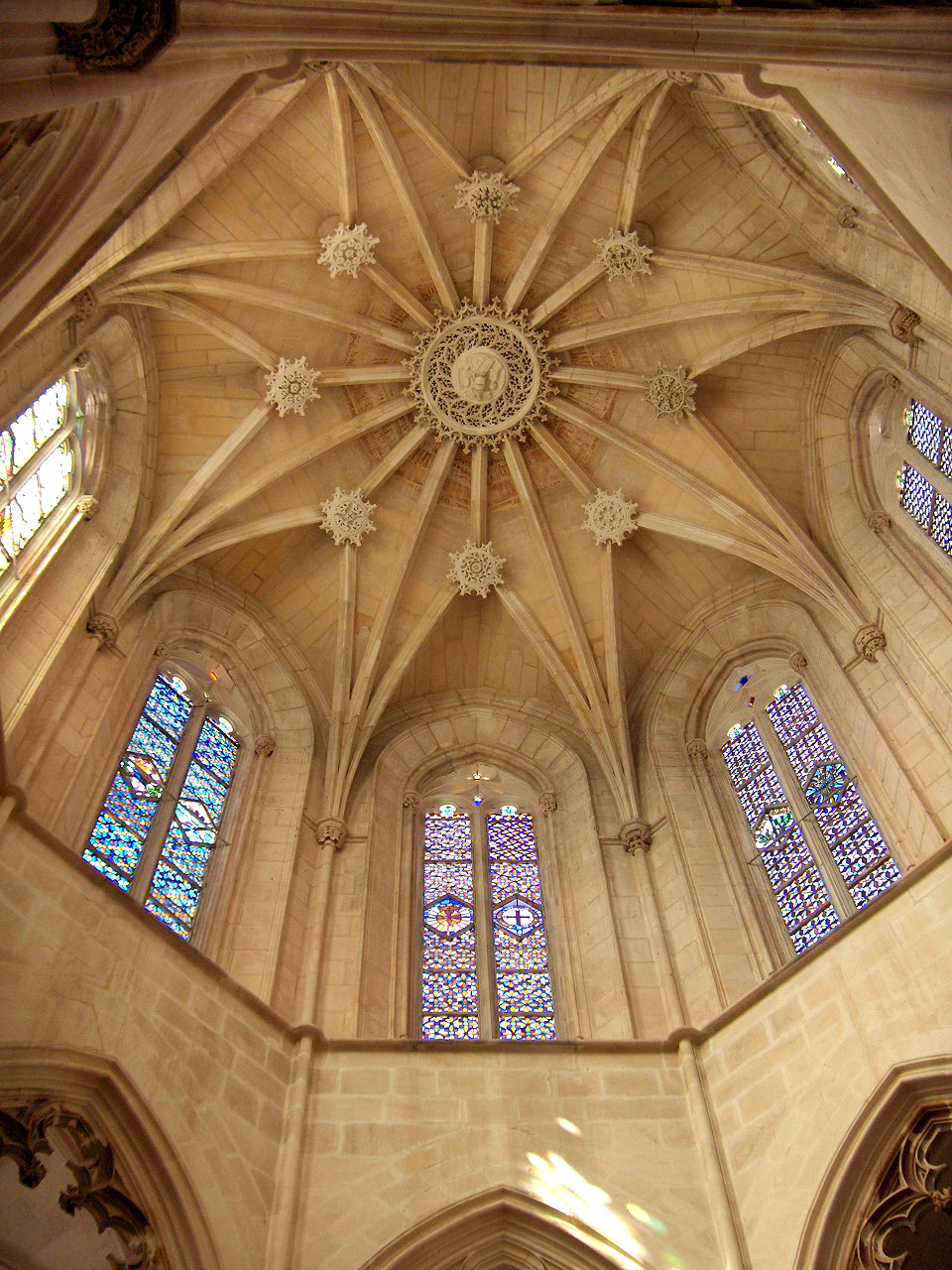
Chapelle du Fondateur, monastère de Batalha, Portugal.